# Petit Vair
Le Petit Vair est une petite rivière française qui coule dans le département des Vosges. C'est un affluent droit du Vair, donc un sous-affluent du fleuve la Meuse.

## Géographie
Le Petit Vair naît sur le territoire de la commune de Thuillières, à 445 m d'altitude, près du bois de Bâtro, juste à la limite de Valleroy-le-Sec. 
Peu après sa naissance, il s'oriente vers le nord-ouest, direction qu'il maintient tout au long de son parcours de 15,6 kilomètres. 
Il conflue avec le Vair en rive droite, à Saint-Remimont, à 319 m d'altitude.

### Communes et cantons traversés
Dans le seul département des Vosges, le Petit Vair traverse les cinq communes suivantes, d'amont en aval : Thuillières (source), Valleroy-le-Sec, Vittel, Norroy et Saint-Remimont (confluence).
Donc en termes de cantons, le Petit Vair prend source et conflue dans le même canton de Vittel, dans l'arrondissement de Neufchâteau.

### Bassin versant
Le Petit Vair traverse une seule zone hydrographique La Petit Vair (B121) de 73 km2 de superficie. Ce basin versant est constitué à 70,20 % de « territoires agricoles », à 19,83 % de « forêts et milieux semi-naturels », à 9,76 % de « territoires artificialisés ». 

## Affluents
Le Petit Vair a trois affluents référencés :
- le ruisseau du Pré Janneton (rd), 2,2 km sur les trois communes de Vittel (confluence), Hareville, They-sous-Montfort (source).
- le ruisseau de Belle Fontaine (rg), 7,1 km sur les deux communes de Ligneville (source) et Vittel (confluence).
- le ruisseau de la Malmaison (rd), 6,1 km sur les quatre communes de Vittel, Saint-Remimont (confluence), Parey-sous-Montfort, Domjulien (source), avec un affluent :
  - le ruisseau de They ou ruisseau du Moulin, ou ruisseau la Mière (rg), 5,6 km sur les deux communes de They-sous-Montfort (source), et Parey-sous-Montfort (confluence).

Don le rang de Strahler est de trois.

## Hydrologie
Le Petit Vair est un cours d'eau du sud bien arrosé du plateau lorrain. 

### La Petit Vair à Saint-Remimont
Le module de la rivière au niveau de son confluent avec le Vair se monte à 0,86 m3/s, pour un bassin versant de 72 km2. 

### Lame d'eau et débit spécifique
La lame d'eau écoulée dans son bassin est de 377 millimètres par an, ce qui est assez élevé, même pour la région méridionale du plateau lorrain. C'est supérieur à la moyenne de la France, tous bassins confondus (320 mm/an), mais nettement inférieur à la moyenne du bassin français de la Meuse (450 millimètres par an à Chooz, près de sa sortie du territoire français). Le débit spécifique ou Qsp du Petit Vair se monte de ce fait à 11,94 litres par seconde et par kilomètre carré de bassin versant.

## Curiosités - Tourisme
- Vittel : La station thermale la plus élégante de Lorraine, grand centre touristique et sportif, possède un patrimoine architectural historique et récent remarquable et offre de nombreuses attractions susceptibles d'attirer un très large public. Son casino et ses luxueux hôtels des XIXe et XXe siècles ne peuvent occulter les fort beaux monuments religieux : Église Saint-Rémy ou du Grand-Ban des XIIe, XVe, XVIe et XIXe siècles (monument historique), église Saint-Privat du Petit-Ban du XVIe (mon.hist.), toutes deux richement ornées, chapelle Saint-Éloi du XVIe avec statues de pierre du XVIIe, chapelle Saint-Louis de 1913 avec statues des XVIIe et XVIIIe siècles. Plus récents, les grands hôtels et le casino du XIXe avec verrières. Parc thermal de 23 hectares et Jardins de la Ville créés en 2003 avec végétaux variés, élevage de coccinelles et ruches d'abeilles. Station d'entraînement préolympique, aéroclub, concours hippiques avec hippodrome, golf, canoë, pêche, promenades et bien d'autres choses encore.

## Pêche
Le Petit Vair est classé cours d'eau de première catégorie sur la totalité de son parcours.